# Смит, Тай
Тай Смит (англ. Ty Smith; род. 24 марта 2000, Ллойдминстер, Альберта, Канада) — канадский хоккеист, защитник клуба КХЛ минского «Динамо».

## Карьера

### Клубная
Начал юношескую карьеру в команде «Спокан Чивс», в сезоне 2016/17 он был назван лучшим новичком команды и игроком года. В сезоне 2017/18 он был одним из результативных защитников команды, установив рекорд клуба в одной игре. при этом он получил две награды как «Лучший игрок года» и «Защитник года» своей команды.
На драфте НХЛ 2018 года был выбран в 1-м раунде под общим 17-м номером клубом «Нью-Джерси Девилз», с которым 20 августа подписал трёхлетний контракт новичка. Он вернулся в «Спокан Чифс», в котором продолжил свою карьеру. В качестве игрока «Чифс» он дважды выигрывал Билл Хантер Мемориал Трофи, как лучший защитник WHL.
Дебютировал в НХЛ 14 января 2021 года в матче с «Бостон Брюинз», в котором он забросил свою первую шайбу, сравняв счёт в матче, но «Бостон» выиграл матч в серии буллитов со счётом 3:2. Регулярно набирая очки, он стал одним из результативных защитников-новичков и по окончании сезона он был включён в сборную новичков НХЛ.
16 июля 2022 года был обменян в «Питтсбург Пингвинз» на защитника Джона Марино.
7 марта 2024 года был обменян в «Каролину Харрикейнз» вместе с нападающим Джейком Генцелом на форвардов Майкла Бантинга, Василия Пономарева, Вилле Койвунена и Круза Люциуса, а также условные выборы в 2-м и 5-м раундах драфта-2024. Сезон-2024/25 начал в системе «Каролины», играя в АХЛ за «Чикаго Вулвз» набрал 28 (5+23) очков в 36 матчах.
17 июля 2025 года стал хоккеистом минского «Динамо», подписав контракт на один сезон. 

### Международная
Играл за юниорскую сборную на ЮЧМ-2017 и ЮЧМ-2018, на турнире канадцы оставались без медалей, выбывая в 1/4 финала.
Играл за молодёжную сборную на МЧМ-2019 и МЧМ-2020. В 2020 году в составе сборной он стал чемпионом мира.